# Geospiza septentrionalis
Il fringuello vampiro (Geospiza septentrionalis) è un uccello nativo delle isole Galapagos, appartenente alla famiglia Thraupidae.

## Descrizione
Il fringuello vampiro è sessualmente dimorfico, i maschi sono principalmente neri e le femmine grigie con strisce brune.

## Biologia
Il fringuello vampiro si nutre primariamente del sangue di due specie di Sula: Sula nebouxii e Sula dactylatra, beccando la pelle della sula con il becco affilato finché non fuoriesce sangue.  Curiosamente le sule permettono loro di farlo.  Si ipotizza che questo comportamento si sia evoluto dalla abitudine di beccare che il fringuello utilizzava per liberare la sula dai parassiti.  Il fringuello si nutre anche delle uova della sula, rubandole appena dopo che sono state deposte e facendole rotolare (spingendo con le zampe e facendo perno col becco) nelle rocce finché non si rompono.

## Conservazione
La Lista rossa IUCN classifica Geospiza septentrionalis come specie vulnerabile.